# Wielgomłyny (Radomsko)
Pour les articles homonymes, voir Wielgomłyny.
Wielgomłyny (prononciation [vjɛlɡɔmˈwɨnɨ]) est un village de la gmina de Wielgomłyny, du powiat de Radomsko, dans la voïvodie de Łódź, situé dans le centre de la Pologne.
Le village est le siège administratif (chef-lieu) de la gmina appelée gmina de Wielgomłyny.
Il se situe à environ 22 kilomètres (km) à l'est de Radomsko (siège du powiat) et 88 kilomètres au sud de Łódź (capitale de la voïvodie).
Sa population s'élevait approximativement à 850 habitants en 2009.

## Administration
De 1975 à 1998, le village était attaché administrativement à l'ancienne voïvodie de Piotrków.

Depuis 1999, il fait partie de la nouvelle voïvodie de Łódź.